# أعزاز
أعزاز مدينة ومركز منطقة اعزاز التابعة لمحافظة حلب. تقع على مسافة 48 كم شمال مدينة حلب، قرب الحدود التركية. بلغ عدد سكان المدينة 31,623 نسمة حسب تعداد عام 2004.

## الموقع الجغرافي
تقع في القسم الجنوبي من جبل برصايا (855 م) الذي يعد جزءاً من هضبة مرج دابق، في منطقة تسمى «سهل اعزاز» تنحدر ببطء باتجاه الشرق والجنوب الشرقي نحو وادي نهر قويق، ويجتاز الوادي المدينة من الشمال الغربي إلى الجنوب الشرقي فالجنوب ومن الجهة الشمالية تتوضع الحدود السورية التركية وتبعد 7 كم عن مدينة كلس.
المدينة القديمة كانت تقع على تل ترابي يعرف باسمها ويشغل مساحة تقل عن خمسة هكتارات بقليل، وله شكل بيضوي، تنحدر سفوحه الشمالية والشرقية بشدة، أما السفوح الجنوبية والغربية فانحدارها متدرج ببطء، ويبلغ ارتفاع التل عما حوله 28 م وعن سطح البحر نحو 628 م.
يوجد في منطقة اعزاز سد احترازي يسمى سد الشهباء وهو عبارة عن حاجز ترابي لحماية مدينة حلب من فيضانات نهر قويق يقع السد جنوب شرق اعزاز في موقع قرية السموقة في ناحية مارع.

## تاريخ اعزاز
العزّاز في اللغة: الأرض الصلبة [بحاجة لمصدر].
أعزاز، أو كما ذكرت في كتب التاريخ بدون الألف (عزاز)، مدينة قديمة عند سفح تل عرف باسمها ورد ذكرها باسم «هازار» عندما اكتسح الآشوريون سورية، ثم عرفت باسم تل عزاز. ذكرها ياقوت الحموي في معجمه باسم «عزاز» و«أعزاز». فتحت على يد مالك بن الأشتر عام 15 هـ/ 636 م وهو كان تحت قيادة خالد بن الوليد وقيادة أبو عبيدة بن الجراح بعد فتح مدينة حلب. فيها جامع قديم يعرف بالجامع العمري الكبير يعود بناؤه إلى سنة 120 هـ/ 737 م.،ط في سنة 363 هـ/ 974 م ضرب زلزال المنطقة ودمر فيما دمر قلعة أعزاز، فأعيد ترميمها. وفي سنة 548 هـ/ 1152 م احتلها الصليبيون بقيادة القائد الأرمني جوليانوس ودعوها «هازارت»، لكن صلاح الدين حررها سنة 571 هـ/ 1175 م، وعمّر ابنه الملك الظاهر غازي قلعتها. خربها المغول سنة 659 هـ/ 1260 م فنزح سكانها إلى مدينة كِلّس وغيرها، وكانت تابعة في العهد العثماني لقضاء كلس ضمن ولاية حلب]].
عثر في تل اعزاز الأثري على كسر فخارية وحجارة بناء قديم لعلها من بقايا حصن قديم، ويعد التل من التلال الأثرية المسجلة في سورية.

## تطور المدينة والسكان
ظلت أعزاز قرية متواضعة حتى مطلع القرن العشرين لا يزيد عدد سكانها على 1500 نسمة. في عام 1921 عقدت اتفاقية أنقرة، وفصلت كلِّس وبقية الأقاليم السورية الشمالية عن سورية، بينما بقيت أعزاز من القرى السورية فجعلت مركزاً للقضاء وألحقت بها قرى أخرى، كما ألحق بها عدد من القرى التي فصلت عن قضاء جبل سمعان، وأدى ذلك إلى بدء توسع أعزاز. شقت سنة 1921 طريق جديدة تربطها بطريق حلب-تركيا، وأنشئت فيها دار للحكومة. لجأ إليها عدد كبير من المهاجرين الأرمن الذين بنوا في غربها بيوتاًَ وكنائس، وما تزال تلك الحارة تسمى حارة الأرمن مع أنهم هاجروا من المدينة. وقد ارتفع عدد سكان أعزاز سنة 1930 إلى نحو 5000 نسمة كان ثلثهم من الأرمن وأنشئت دار للهاتف عام 1936 والكهرباء عام 1951، وبدأ عدد سكانها يزداد بالهجرة إليها من القرى والمدن المجاورة. هاجر الكثير منهم عام 1950 إلى أرمينية ومن بعدها ذهبوا إلى حلب وبيروت.[بحاجة لمصدر]
الغالبية العظمى من سكان اعزاز من العرب (98%)، مع وجود اعداد بسيطة من الأكراد والتركمان.

## الزراعة والصناعة
ويعمل قسم كبير من السكان بالزراعة وتعتمد الزراعة فيها على الأمطار التي يبلغ متوسطها السنوي نحو 500 مم، ويزرع السكان القمح والقطن والخضر الصيفية بالدرجة الأولى، كما يزرعون الأشجار المثمرة التي تشتهر بها المنطقة منذ القديم ولا سيما الزيتون والكرمة والتين والكرز. أما الزراعة المروية فمحدودة المساحة، ولاسيما بعد أن حول الأتراك مياه وادي طفشين لري أراضيهم، وأكثر اعتمادها على مياه الآبار. ويهتم بعض سكان أعزاز بتربية الماعز والغنم والأبقار إضافة إلى عناية بعضهم بتربية النحل وتربية الطيور.
تقوم على المنتجات الزراعية والمنتجات الحيوانية عدة صناعات محلية ومنها استخراج زيت الزيتون، ففي أعزاز أربع عشرة معصرة حديثة لاستخراج الزيت، وتصنع في اعزاز الآلات الحديثة لعصر الزيتون. تشتهر مدينة اعزاز بصناعة جبن الماعز.
توجد في المدينة ورش لصناعة السيارات ثلاثية العجلات (الطريزينات) وإصلاح السيارات والجرارات وصناعة المقطورات الزراعية والأثاث الخشبي ومواد البناء كبلاط وبلوك.

## أحداث 2011-2012
هاجر منها أعداد كبيرة بعد الدمار الذي لحق بأجزاء منها

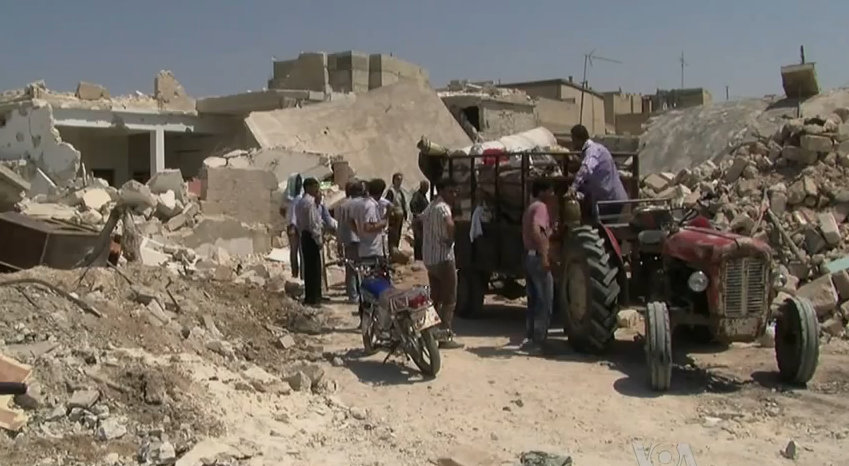
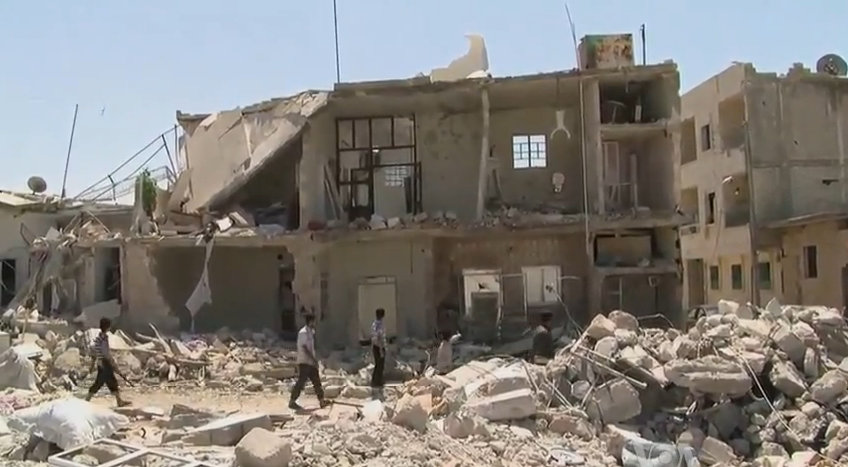
undefined
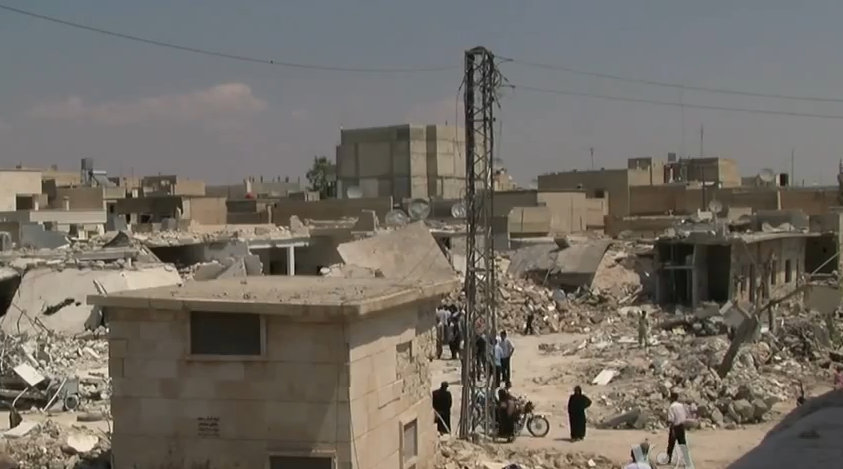
undefined